# Ministero delle finanze
Il Ministero delle finanze è stato un dicastero del governo italiano, accorpato nel 2001 col Ministero del tesoro, del bilancio e della programmazione economica per formare il Ministero dell'economia e delle finanze.

## Storia
La prima disciplina organizzativa del ministero delle finanze fu tracciata nel 1866, nel quadro del processo di riordino delle istituzioni preunitarie. Nel 1877 le competenze relative alla contabilità e al patrimonio dello Stato furono attribuite ad un nuovo dicastero, il ministero del tesoro, mentre al ministero delle finanze restarono le funzioni in materia tributaria. I due dicasteri vennero di nuovo riuniti nel 1922e separati nel 1944; nel 1947, dopo un ulteriore accorpamento, furono entrambi ricostituiti.
Nel 1991 l'articolazione interna del ministero delle finanze fu profondamente riformata. Esso fu organizzato in tre dipartimenti e una direzione generale:
- il Dipartimento delle entrate, competente a svolgere i servizi per la gestione, la riscossione e il contenzioso di tutti i tributi statali diretti ed indiretti, nonché di tutte le altre entrate erariali e locali non attribuite espressamente ad altri organi;
- il Dipartimento delle dogane ed imposte indirette, le cui competenze erano fissate da specifiche norme di legge;
- il Dipartimento del territorio, competente ad assicurare i servizi del catasto e i servizi tecnici erariali, i servizi relativi alla gestione produttiva dei beni immobili dello Stato e i servizi per la conservazione dei registri immobiliari;
- la Direzione generale degli affari generali e del personale.

La riforma Bassanini del 1999 introdusse una vasta riforma del ministero delle finanze e dell'amministrazione fiscale. Il legislatore dispose anzitutto l'istituzione delle agenzie fiscali, cui furono trasferite le funzioni in precedenza esercitate dai dipartimenti delle entrate, delle dogane e del territorio, nonché quelle connesse svolte da altri uffici del ministero: furono così istituite l'agenzia delle entrate, l'agenzia delle dogane, l'agenzia del territorio e l'agenzia del demanio. In secondo luogo, gli uffici del ministero furono incardinati in un'unica struttura dipartimentale, il Dipartimento per le politiche fiscali, specificatamente contemplato dalla successiva disciplina regolamentare.
Nel 2001, divenuto operativo il ministero dell'economia e delle finanze, la compagine organizzativa del ministero delle finanze si fuse con quella del ministero del tesoro, del bilancio e della programmazione economica (a sua volta istituito nel 1998 attraverso l'unificazione tra ministero del tesoro e ministero del bilancio e della programmazione economica): i cinque dipartimenti del nuovo dicastero, dunque, vennero a coincidere con le strutture dipartimentali dei due ministeri accorpati.